# 篠崎町
篠崎町（しのざきまち）は、東京都江戸川区東部の地名・町名。現行行政地名は篠崎町一丁目から八丁目。住居表示実施済み区域である。

## 地域
篠崎町は江戸川区東部に位置し、江戸川で千葉県と画する東京都（島嶼部を除く）の東端の町である。面積は2.0289平方kmで、区内で5番目に大きな町である。隣接する地域は、北は上篠崎二・四丁目、東は江戸川を挟んで対岸に千葉県市川市大和田、南東の一部で東篠崎町および東篠崎一丁目、南は下篠崎町・南篠崎町一・四・五丁目、西は谷河内および鹿骨二丁目である。周辺の北篠崎、上篠崎、西篠崎、下篠崎町、東篠崎、東篠崎町、南篠崎町を総称して「篠崎」と呼称されることがある。また京葉道路を境に管轄する江戸川区の事務所が異なるため、京葉道路以北は鹿骨地区、以南は東部地区として考える場合がある。

### 地形
篠崎町は江戸川右岸にあり、旧江戸川と江戸川放水路の分岐点に位置する町である。川と町の間には広大な河川敷（篠崎緑地）が広がり、都立篠崎公園と共に町の周囲を取り囲んでいる。篠崎緑地では毎年8月に江戸川区花火大会が開催され、篠崎ポニーランドや「こども未来館」などの江戸川区のレクリエーション施設が連なっており、一種の観光地になっているようである。篠崎町の北部が属する鹿骨地区は江戸川区の中では比較的に標高が高い地区である。しかし過去にカスリーン台風の浸水被害があり、上流部が決壊すると再び浸水すると言われている。中世から陸地だった為か地震災害時でも篠崎駅の西側は地盤液状化がほとんど発生しないのではないかと言われる一方、河川敷を中心に液状化の恐れがある。その為か江戸川区は江戸川右岸のスーパー堤防化や篠崎公園の高台化を行い、最悪の場合は区民を対岸の国府台に避難させる計画を立てているようである。

### 住宅街
篠崎町は区内で9番目に人口が多い町であり、1万601世帯、2万3488人（2011年1月）が在住している。篠崎街道沿いの4丁目や篠崎駅がある7丁目は人口密度が比較的高いものの、全体としては平均を下回る区内48町中35位である。

### 産業
篠崎町には951の事業所があり、7781人が働いている。事業所当たりの従業員数（約8人）は区内平均（約9人）をやや下回っているが、事業所数は9位・従業員数は10位であり、区内では上位のビジネス街である。業種は卸売業・小売業（23％）、製造業（15％）、建設業（11％）、宿泊業・飲食サービス業（9％）、クリーニング業や美容所、パチンコなどの生活関連サービス業と運輸業（8％）が多いようである。
昭和期には鳶職の町として知られていた。

### 交通
篠崎町は町域の西端を東京都道307号王子金町江戸川線（柴又街道）、東端を東京都道451号江戸川堤防線（篠崎街道）、北端を鹿骨街道が走り、中央部を東西に京葉道路が横断する陸上交通の盛んな地域である。特に京葉道路には、江戸川大橋や篠崎インターチェンジがあり、京葉道路の一般国道部分が高速道路部分に合流する為、日中（7時～19時）だけで8万512台（都内17位）が通過する陸上交通の要所になっている。なお江戸川大橋は自動車専用であり、徒歩・自転車で対岸の本八幡に直接行くことはできず、東京都立篠崎高等学校そばの篠崎水門の歩行者用の橋を渡って、妙典を経由しなければならない。

### 地価
住宅地の地価は、2025年（令和7年）1月1日の公示地価によれば、篠崎町1-4-13の地点で41万9000円/m2、篠崎町2-53-20の地点で44万4000円/m2、篠崎町5-9-4の地点で37万5000円/m2となっている。

## 歴史
「篠」とは細く小さくて群がって生える竹や笹の総称であり、篠崎という名は「砂州上でしかも篠竹が生い茂っていた土地」に由来すると言われる。この地域は下総国の国府に近く、中世には葛西御厨の篠崎郷があったと伝えられている。御厨とは有力な神社の荘園の事であり、葛西御厨は伊勢神宮の荘園だった。平安時代末期には葛西清重が治めていたが、葛西氏が衰えると千葉兼胤や後北条氏の重臣の遠山直景の所領となった。後北条氏が活躍した戦国時代には篠崎街道は岩槻道と呼ばれており、行徳塩田の塩を岩槻城まで運ぶ重要なルートだったと言う。江戸時代には旗本の知行地となり、上篠崎は木村氏（後に松浦氏）、下篠崎は本多氏が所領した。上篠崎と比べると下篠崎の方が若干大きく、元禄の検地は300石と453石、1872年（明治5年）の人口は166戸596人と160戸838人だった。村には小合溜井を水源とする用水路が整備され、水田が広がり、川と村の間には堤防が作られ、その外側には萱野が広がっていた。村人は農業の傍ら、水戸佐倉街道の新宿を助郷したり、農閑期には篠竹を材料にして「篠崎ざる」や「篠崎むしろ」を作っていたと言う。
中世の篠崎郷は上篠崎と下篠崎の2つの村で構成されており、江戸時代も同様だったようである。ところが1889年（明治22年）に町村制が施行され、周辺の村々が合併して篠崎村になった。1932年（昭和7年）に江戸川区が成立すると、篠崎村は上篠崎町、下篠崎町、北篠崎町、東篠崎町、南篠崎町に分かれ、西篠崎町も出来た。その後、1940年（昭和15年）に東京緑地計画の大緑地の1つに指定され、1960年（昭和35年）に江戸川大橋が完成した。現在の篠崎町が成立したのは1966年（昭和41年）で、旧・下篠崎町の一部などが篠崎町一〜七丁目になった。その後、1986年（昭和61年）に都営地下鉄新宿線篠崎駅が開業し、徐々に住居表示が実施された。三・四・五丁目は1987年（昭和62年）、七・八丁目は1990年（平成2年）に実施され、八丁目はこの時に旧鹿骨町の一部と旧谷河内一丁目の一部を併合して成立した。六丁目は1993年（平成5年）に実施され、一・二丁目は2012年（平成24年）に実施された。
篠崎地域は歴史的に篠崎街道を中心に町が形成されており、現在の篠崎駅の辺りには畑が広がっていた。街区は京葉道路の開通後に整備されたが、篠崎駅が出来た頃には人家が立ち並び、駅前広場の整備すらまま成らなかったようである。その為か江戸川区や東京都は2000年代以降、篠崎駅に隣接する地区を再開発して、「鹿骨・篠崎地域の中心核」として整備する計画を立てた。2008年（平成20年）、駅と一体化した商業施設やタワーマンション、駅前広場や図書館（篠崎文化プラザ）、公共駐輪場などを併設した篠崎ツインプレイスが完成した。これは都市再生特別措置法に基づく民間都市再生整備事業として、スターツコーポレーションなどの民間活力を導入して建設したものである。定期借地権や特別目的会社を活用した事業の対外的な評価は高く、土地活用モデル大賞の国土交通大臣賞や東京都建設技術協会の都建賞を受賞した。

## 世帯数と人口
2025年（令和7年）1月1日現在（江戸川区発表）の世帯数と人口は以下の通りである。
| 丁目         | 世帯数     | 人口     |
| ------------ | ---------- | -------- |
| 篠崎町一丁目 | 1,997世帯  | 3,610人  |
| 篠崎町二丁目 | 2,338世帯  | 4,531人  |
| 篠崎町三丁目 | 1,692世帯  | 3,801人  |
| 篠崎町四丁目 | 2,404世帯  | 4,871人  |
| 篠崎町五丁目 | 956世帯    | 1,977人  |
| 篠崎町六丁目 | 1,292世帯  | 2,592人  |
| 篠崎町七丁目 | 2,407世帯  | 4,574人  |
| 篠崎町八丁目 | 339世帯    | 599人    |
| 計           | 13,425世帯 | 26,555人 |

### 人口の変遷
国勢調査による人口の推移。
| 年                 | 人口   |
| ------------------ | ------ |
| 1995年（平成7年）  | 18,207 |
| 2000年（平成12年） | 19,785 |
| 2005年（平成17年） | 21,894 |
| 2010年（平成22年） | 23,802 |
| 2015年（平成27年） | 25,065 |
| 2020年（令和2年）  | 26,809 |

### 世帯数の変遷
国勢調査による世帯数の推移。
| 年                 | 世帯数 |
| ------------------ | ------ |
| 1995年（平成7年）  | 7,077  |
| 2000年（平成12年） | 8,107  |
| 2005年（平成17年） | 9,052  |
| 2010年（平成22年） | 10,241 |
| 2015年（平成27年） | 10,919 |
| 2020年（令和2年）  | 12,237 |

## 学区
区立小・中学校に通う場合、学区は以下の通りとなる(2023年4月時点)。なお、江戸川区では学校選択制度を導入しており、区内全域から選択することが可能。。
| 丁目         | 番地                                             | 小学校                   | 中学校                   |
| ------------ | ------------------------------------------------ | ------------------------ | ------------------------ |
| 篠崎町一丁目 | 1〜2番 7〜15番 23番1〜10号 23番13〜20号 24〜27番 | 江戸川区立篠崎第四小学校 | 江戸川区立篠崎中学校     |
| 篠崎町一丁目 | 3〜6番 16〜22番 30〜31番 34〜44番                | 江戸川区立篠崎第二小学校 | 江戸川区立篠崎中学校     |
| 篠崎町一丁目 | 23番12号 28〜29番 32〜33番                       | 江戸川区立篠崎小学校     | 江戸川区立篠崎中学校     |
| 篠崎町二丁目 | 1〜33番                                          | 江戸川区立篠崎第四小学校 | 江戸川区立篠崎中学校     |
| 篠崎町二丁目 | 34〜64番                                         | 江戸川区立篠崎小学校     | 江戸川区立篠崎中学校     |
| 篠崎町三丁目 | 1〜22番                                          | 江戸川区立篠崎小学校     | 江戸川区立篠崎中学校     |
| 篠崎町三丁目 | 23〜33番                                         | 江戸川区立篠崎第三小学校 | 江戸川区立篠崎第二中学校 |
| 篠崎町四丁目 | 全域                                             | 江戸川区立篠崎小学校     | 江戸川区立篠崎第二中学校 |
| 篠崎町五丁目 | 全域                                             | 江戸川区立篠崎小学校     | 江戸川区立篠崎中学校     |
| 篠崎町六丁目 | 全域                                             | 江戸川区立南篠崎小学校   | 江戸川区立篠崎中学校     |
| 篠崎町七丁目 | 2〜31番                                          | 江戸川区立篠崎第四小学校 | 江戸川区立篠崎中学校     |
| 篠崎町七丁目 | 1番                                              | 江戸川区立篠崎第四小学校 | 江戸川区立春江中学校     |
| 篠崎町八丁目 | 1〜2番 3番1〜5号 3番25号 8〜11番                 | 江戸川区立篠崎第四小学校 | 江戸川区立春江中学校     |
| 篠崎町八丁目 | 3番6〜24号 4番1〜5号 4番30〜40号 5〜7番 12〜15番 | 江戸川区立篠崎第四小学校 | 江戸川区立鹿骨中学校     |
| 篠崎町八丁目 | 4番6〜29号                                       | 江戸川区立鹿骨東小学校   | 江戸川区立鹿骨中学校     |

## 事業所
2021年（令和3年）現在の経済センサス調査による事業所数と従業員数は以下の通りである。
| 丁目         | 事業所数  | 従業員数 |
| ------------ | --------- | -------- |
| 篠崎町一丁目 | 115事業所 | 731人    |
| 篠崎町二丁目 | 163事業所 | 1,607人  |
| 篠崎町三丁目 | 60事業所  | 595人    |
| 篠崎町四丁目 | 104事業所 | 914人    |
| 篠崎町五丁目 | 58事業所  | 637人    |
| 篠崎町六丁目 | 89事業所  | 757人    |
| 篠崎町七丁目 | 214事業所 | 2,564人  |
| 篠崎町八丁目 | 21事業所  | 209人    |
| 計           | 824事業所 | 8,014人  |

### 事業者数の変遷
経済センサスによる事業所数の推移。
| 年                 | 事業者数 |
| ------------------ | -------- |
| 2016年（平成28年） | 834      |
| 2021年（令和3年）  | 824      |

### 従業員数の変遷
経済センサスによる従業員数の推移。
| 年                 | 従業員数 |
| ------------------ | -------- |
| 2016年（平成28年） | 7,184    |
| 2021年（令和3年）  | 8,014    |

## 交通

### 公共交通
鉄道
- 東京都交通局
  - 新宿線：篠崎駅

路線バス
- 京成バス
  - 新小71系統

主に鹿骨街道・篠崎街道
  - 小72系統

篠崎駅経由は，瑞江駅・一之江駅発着便のみ。主に篠崎街道。
  - 小73系統

主に東京都道307号王子金町江戸川線（柴又街道）
  - 小76系統
  - 瑞75系統

- 都営バス
  - 船28系統

水上バス
- 江戸川水上バス（2001年以降運行休止中）：水上バスポニーランドステーション

### 道路・橋梁
道路
- 篠崎インターチェンジより首都高速7号小松川線
- 国道14号（京葉道路）
- 東京都道307号王子金町江戸川線（柴又街道）
- 東京都道450号新荒川葛西堤防線
- 東京都道451号江戸川堤防線（篠崎街道）
- 鹿骨街道

橋梁
- 江戸川大橋

## 公共施設
- 篠崎コミュニティホール

教育
- 篠崎若葉幼稚園
- 江戸川区立篠崎小学校
- 江戸川区立篠崎第四小学校
- 江戸川区立篠崎中学校
- こども未来館

公園・レクリエーション・スポーツ
- 江戸川河川敷篠崎緑地
- 江戸川グランド（篠崎図書館前野球場）
- 都立篠崎公園（野球場、ドッグラン）
- 篠崎ポニーランド
- 本郷用水親水緑道
- 京葉ゴルフセンター

文化
- しのざき文化プラザ（篠崎駅西口直結・篠崎ツインプレイス内）
  - 江戸川区立篠崎図書館
  - 企画展示ゾーン
  - 江戸川区総合人生大学
  - 伝統工芸カフェアルティザン

## 史跡
- 無量寺
- 浅間神社

## その他

### 日本郵便
- 郵便番号 : 133-0061[3]（集配局 : 小岩郵便局[37]）。